# Залив Согласия
Зали́в Согла́сия (лат. Sinus Concordiae) — залив в лунном Море Спокойствия.
Селенографические координаты 10°59′ с. ш. 42°28′ в. д. / 10,98° с. ш. 42,47° в. д., диаметр около 159 км. К северу от залива расположено Болото Сна.